# 2002年颱風辛樂克
颱風辛樂克是2002年9月對冲绳、台灣和中国大陸華東影響較為嚴重的颱風，為2002年太平洋颱風季第16個熱帶風暴，辛樂克於8月27日在北马里亚纳群岛北方形成。在最初向北移动后，开始轉向偏西移動，並保持穩定的移動速度並增強為颱風。8月31日辛樂克達到巔峰強度，之後接近琉球群岛，强度略有波动。在九月四日，這個颱風的風眼越过冲绳，並降下了强降雨，強風導致十萬戶無電可用。岛上的估计經濟损失为1430萬美元。 
在影响冲绳之后，辛樂克影響台湾北部，此前台湾去年曾遭受过两次致命的台风袭击。政府部門已做了很多防災准备工作，尽管损失較小。然而台湾仍有两人罹難。9月7日辛樂克在中國大陸温州附近登陆之前略有减弱，但风暴仍然产生破纪录的阵风每小時204公里，在該城市的南边，大浪摧毁了几个桥墩和一艘大船。辛樂克的强降雨和強風，導致5.8萬棟房屋被摧毀，大面积的農田被破壞。中国大陸的經濟损失估计为1.7億美元，並導致28人罹難。

## 氣象歷史
聯合颱風警報中心在8月26日開始觀察該擾動，一個有螺旋狀的對流，在有利的環境條件下，该机构估計在一天內發展為熱帶氣旋。 8月27日該擾動位於南鸟岛南方，日本氣象廳將此系統評級為熱帶低氣壓，此時低層環流外露。第二天，此系統位於塞班東北方945 公里，聯合颱風警報中心將此系統升格為熱帶性低氣壓，之后中心附近開始有對流發展。
最初，此系統向北移动，在8月29日增強為熱帶風暴，日本氣象廳給予名稱辛樂克.之後位于日本东方的副熱帶高壓將风暴推向西移動。不久後風眼开始发展。鞏固中心密集雲團區，使辛樂克增強，日本氣象廳在8月31日將辛樂克升格為颱風；聯合颱風警報中心認為前一天就達到颱風強度。
辛樂克成為颱風不久後，達到了巔峰，日本氣象廳十分鐘平均風速為每小時150公里。同样在8月31日，一分鐘平均風速為每小時205公里。9月1日，辛樂克進入了眼牆置換週期，因為之前颱風鹿莎經過的影響，導致海面温度降低，使辛樂克無法重新增強。台风在9月2日转向西北西移動，在接下來的幾天強度變化不大，它在9月3日经过硫磺岛以南，在下午9時30分最接近南大東島。第二天，辛樂克經過沖繩，直徑110公里的風眼籠罩南沖繩，此時一分鐘平均風速為每小時175公里。北方的低壓槽使辛樂克向西移動並速度減慢，該海域較為乾燥，随后风切增加，使辛樂克開始稳定的减弱。9月6日，辛樂克经过臺灣北方近海，随后又向西北移動。9月7日，日本氣象廳將辛樂克降格為強烈熱帶風暴，但聯合颱風警報中心仍維持颱風等級。当天10时30分左右，辛樂克在浙江南邊的的溫州登陸。登陸後減弱幅度加大，但在9月9日消散之前，環流仍然清晰。
至於其他氣象部門的巔峰強度評級，中央氣象局為每秒40公尺，分級為中度颱風；而国家气象中心為每秒45公尺，分級為颱風級。

## 防災措施及影響

### 日本

颱風辛樂克于9月7日接近华东地区

颱風辛樂克首先影响硫磺岛，持续产生持續風力每小時131公里，阵风達到每小時183公里。在风暴期间，南大東島上的居民疏散到安全的地方。降雨导致岛上洪水泛滥。菲律宾一艘货船在沖繩離岸失蹤，促使日本海岸警衛執行搜救任務。一天后獲救，没有人受伤。
在颱風影响沖繩之前，有150個航班和巴士服務被取消。学校提前下課，只有嘉手纳空军基地有一些人員报到。在辛樂克影響冲绳时，在兩個地方達到453.8毫米的雨量。北邊的奄美群島的與論島也測得315毫米的雨量。在那霸測得53毫米的時雨量。 辛樂克的強風在沖繩測得持續風力每小時122公里 ，阵风每小時191公里。烈風影响沖繩约21小时。在辛樂克通过期间，摧毁了11棟房屋和損壞231棟房屋，有45棟房屋被淹。強風損壞了電力設施，導致約105,000戶停電。辛樂克在日本造成31人受傷，雖然其中四人傷勢較重，不過沒有人罹難。保險理賠金总额为1.7亿日元。此外，辛樂克也導致嘉手纳空军基地360萬美元損失

### 臺灣
- 當地發布之颱風警報：海上陸上颱風警報

在台湾，中央气象局發布了颱風警报。當時行政院院長游錫堃下令各政府部門做好充分的防災准备，包括啟動災害應變中心。臺北的政府停止了學校的課程，以及政府大樓的運作，也取消了台湾北部和南部之间的飛機航班。台风导致帆船賽延迟一天。辛樂克通过台湾北部海域時，在臺北降下约100毫米的雨量。宜蘭縣有一個測站降雨量为387毫米。大雨使兩座水庫達到滿水位，這兩座水庫在兩個月前水位都比較低。有200棟房子停水，在桃園縣，有700棟房子停電。风暴使1,500人撤離。大浪襲擊了的北部海岸，使數百艘船隻停留在港口，其中有數千名中國漁民，這表示政策的改變，之前即使風暴來襲，担心中国人移民，所以台灣仍然不允許中國漁民來臺避難。辛樂克在臺灣造成兩人罹難，其中一人在東北部海岸被大浪捲走。然而，臺灣的損害範圍很小，比較明顯的是，在台北許多樹枝被吹落。風暴過後；因為之前百合和桃芝造成的严重破坏，導致氣象專家過度強調辛樂克對臺灣的威脅，使氣象專家被批評。

### 中國大陸
颱風辛樂克使中國大陸有64万人撤离，其中包括温州附近从事水產養殖行業的4.8万人。風暴來襲之前，有十萬名人民解放軍待命，協助救災工作。有8个航班因此而取消。台风登陆后，在其路径上降下了強降雨，包含沿海24小時降下215毫米的降雨。有些城市在12小时內降下超過100毫米的雨量。暴雨导致黄浦江水位超過正常水位，使得上海政府關閉了1,000個水閘門，以防止水患發生。辛樂克在溫州吹起每小時204公里阵风，是该市有记录以来最強的陣風。据估计，溫州南部掀起16.2米的巨浪，摧毁一艘大船，並有五個漁港損壞嚴重。在福建和浙江沿岸观测到12級以上的风力。两省合計有5.8萬棟房屋被損壞；其中温州有3,800棟房屋被破壞。強風將樹木吹倒在電線上，导致一些地区停電。大约9.7万公顷的农田被損壞。许多地方停止上班和上課。总损失估计为58.8亿元人民币，中國大陸共有28人罹難；大多数罹難是房屋倒塌所引起。政府向失去家園的居民發放糧食以及数千顶帐篷和毯子。

## 熱帶氣旋警告使用記錄

### 臺灣
| 中央氣象局 颱風警報 | 中央氣象局 颱風警報 | 中央氣象局 颱風警報 |
| ------------------- | ------------------- | ------------------- |
| 上一熱帶氣旋        | 海上颱風警報        | 下一熱帶氣旋        |
| 輕度颱風娜克莉      | 海上颱風警報        | 強烈颱風柯吉拉      |
| 輕度颱風娜克莉      | 陸上颱風警報        | 強烈颱風柯吉拉      |